# ويليام بف
ويليام بف (بالإنجليزية: William Pugh)‏ هو مهندس وعالم حاسوب أمريكي، ولد في 14 يونيو 1960.